# Ada Adler
Ada Sara Adler (Frederiksberg, 18 de febrer de 1878 - Copenhaguen, 28 de desembre de 1946) fou una filòloga clàssica i bibliotecària danesa.

## Vida i obra
Ada Adler nasqué en el si d'una família jueva, molt culta i en la qual diverses dones van obtenir títols universitaris, cosa infreqüent en l'època. La seva tia materna, Ellen Adler, estava casada amb el metge Christian Bohr; així, el físic i Premi Nobel Niels Bohr i el matemàtic Harald Bohr van ser nebots d'Ada Adler.
Junt amb d'altres filòlegs danesos va dedicar la seva tasca científica a l'edició de la literatura tècnica grega. Concretament l'aportació més important d'Adler fou l'edició del lèxic romà d'Orient la Suida o la Suda. La seva edició en cinc volums (Leipzig 1928–1938; reeditada el 1967–1971) encara es considera l'edició estàndard. En aquesta edició introduí el sistema de numeració dels articles que es coneix com els "Números Adler".
Adler va fer una tesi de màster el 1906 sobre religió grega i la tesi doctoral sobre els manuscrits de la Biblioteca Reial de Copenhaguen, però no va seguir una carrera acadèmica (que hauria estat pionera en la seva època). Va investigar com a investigadora privada, tot i que donà clases a la Universitat de Copenhaguen. El 1916 va publicar un catàleg dels manuscrits de la Biblioteca Reial Danesa. Va contribuir amb articles a la reedició de l'enciclopèdia Realencyclopädie der classischen Altertumswissenschaft, coneguda com a Pauly-Wissowa.
A la seva mort, deixà inacabada una edició de l'Etymologicum Genuinum, que fou completada per Klaus Alpers a Hamburg. L'any 1931 va ser reconeguda amb la beca Tagea Brandt Rejselegat.
Durant l'ocupació de Dinamarca per part dels nazis durant la Segona Guerra Mundial, Adler va ser evacuada amb altres jueus danesos a Suècia, on feu classes a Lund. Va intentar també ajudar a sortir d'Alemanya alguns col·legues jueus, com Kurt Latte (tot i que no ho va aconseguir). Va retornar després d'acabada la guerra.

## Publicacions
- Ada Adler, Catalogue supplémentaire des manuscrits grecs de la Bibliothèque Royale de Copenhague. 1916
- Ada Adler, D.G. Moldenhawer og hans Haandskriftsamling, Copenhaguen 1917
- Ada Adler, Den græske litteraturs skæbne i oldtid og middelalder. Copenhaguen, 1920
- Ada Adler (ed.), Suidae Lexicon (5 Volums). Leipzig: B.G. Teubner, 1928-1938, reeditada el 1967–1971